# Shirley Jones
Shirley Mae Jones (Charleroi, 31 marzo 1934) è una cantante e attrice statunitense.
Vinse il premio Oscar alla miglior attrice non protagonista nel 1961 per la sua interpretazione ne Il figlio di Giuda.

## Biografia
Nella sua lunga carriera Shirley Jones ha interpretato oltre 50 pellicole, per la maggior parte di grande successo commerciale. Dopo la sua partecipazione a film di genere leggero o musicale, come Oklahoma! (1955) di Fred Zinnemann, Carousel (1956) di Henry King, Il sole nel cuore (1957) di Henry Levin e Pepe (1960) di George Sidney, raggiunse la maturità artistica e la notorietà con il ruolo della ambigua prostituta Lulu Bains nel film drammatico Il figlio di Giuda (1960) di Richard Brooks, ove recitò accanto a Burt Lancaster e Jean Simmons e che le valse il premio Oscar alla miglior attrice non protagonista. 
Nel 1961 venne scelta per il ruolo di Elizabeth "Regina" Martin nella commedia Angeli con la pistola di Frank Capra, poi assegnato ad Hope Lange. Tra gli altri film da lei interpretati negli anni sessanta sono da ricordare il western Cavalcarono insieme (1961) di John Ford, il musical Capobanda (1962) di Morton DaCosta, le commedie Una fidanzata per papà (1963) di Vincente Minnelli, Le astuzie della vedova (1963) di George Sidney, I due seduttori (1964) di Ralph Levy, e The Secret of My Success (1965) di Andrew L. Stone, oltre al sentimentale Lieto fine (1969), diretta ancora da Richard Brooks, ove ritrovò Jean Simmons. Nel 1964 si recò in Italia per recitare nel film L'intrigo di Vittorio Sala e George Marshall. Riprese il ruolo della prostituta, ma in un contesto brillante, nel western parodistico Non stuzzicate i cowboys che dormono (1970) di Gene Kelly, accanto a James Stewart e Henry Fonda. 
Dopo il 1970 la Jones sospese le partecipazioni sul grande schermo per concentrare la propria attività in campo televisivo, ove è ricordata soprattutto per essere stata tra i protagonisti della serie di grande successo La famiglia Partridge (1970-1974), che le valse due candidature ai Golden Globe come miglior attrice. Tornò sul grande schermo nel 1979 con il film di genere catastrofico, molto in voga in quegli anni, L'inferno sommerso di Irwin Allen, accanto a Michael Caine, Karl Malden e Sally Field. Recitò poi come guest star in numerose altre serie televisive di successo, tra le quali Love Boat (1983), La signora in giallo (1988-1990) e Sabrina, vita da strega (1999), in cui interpretava la nonna paterna di Sabrina.
Nel 1983 una sua azione legale contro Iain Calder, direttore del National Enquirer, relativa ad un caso di diffamazione per la pubblicazione di un articolo che la riguardava, fu discussa dinanzi alla Corte Suprema degli Stati Uniti d'America. La sentenza, pubblicata il 20 marzo 1984, nota come Calder vs. Jones, è tuttora considerata una pietra miliare del diritto statunitense sulla personal jurisdiction. Nel 2006 recitò nel film televisivo La vera eredità di Yelena Lanskaya, in un ruolo che le valse una candidatura all'Emmy Award. Più di recente è tornata anche alla commedia, partecipando al film Weekend in famiglia (2013) di Benjamin Epps. 
Per i suoi contributi al cinema nel 1986 la Jones ha ottenuto una stella sulla Hollywood Walk of Fame. Dal 1956 al 1974 è stata sposata con l'attore Jack Cassidy, con il figlio del quale, David Cassidy, aveva recitato nella serie televisiva La famiglia Partridge.

## Filmografia

### Cinema
- Oklahoma!, regia di Fred Zinnemann (1955)
- Carousel, regia di Henry King (1956)
- Il sole nel cuore (April Love), regia di Henry Levin (1957)
- Gangster, amore e... una Ferrari (Never Steal Anything Small), regia di Charles Lederer (1959)
- Bobbikins, regia di Robert Day (1959)
- Il figlio di Giuda (Elmer Gantry), regia di Richard Brooks (1960)
- Pepe, regia di George Sidney (1960)
- Cavalcarono insieme (Two Rode Together), regia di John Ford (1961)
- Capobanda (The Music Man), regia di Morton DaCosta (1962)
- Una fidanzata per papà (The Courtship of Eddie's Father), regia di Vincente Minnelli (1963)
- Le astuzie della vedova (A Ticklish Affair), regia di George Sidney (1963)
- I due seduttori (Bedtime Story), regia di Ralph Levy (1964)
- L'intrigo, regia di Vittorio Sala e George Marshall (1964)
- Un leone nel mio letto (Fluffy), regia di Earl Bellamy (1965)
- The Secret of My Success, regia di Andrew L. Stone (1965)
- Lieto fine (Happy End), regia di Richard Brooks (1969)
- Non stuzzicate i cowboys che dormono (The Cheyenne Social Club), regia di Gene Kelly (1970)
- L'inferno sommerso (Beyond the Poseidon Adventure), regia di Irwin Allen (1979)
- Tank, regia di Marvin J. Chomsky (1984)
- Gideon, regia di Claudia Hoover (1999)
- Shriek - Hai impegni per venerdì 17? (Shriek If You Know What I Did Last Friday the Thirteenth), regia di John Blanchard (2001)
- Cocco di nonna (Grandma's Boy), regia di Nicholaus Goossen (2006)
- La vera eredità (Hidden Places), regia di Yelena Lanskaya (2006)
- Weekend in famiglia (Family Weekend), regia di Benjamin Epps (2013)
- On the Wing, regia di Jerry Casagrande, Dan DeLuca (2015)

### Televisione
- The DuPont Show of the Month – serie TV, episodio 1x08 (1958)
- La famiglia Partridge (The Partridge Family) – serie TV, 96 episodi (1970-1974)
- La giocatrice (Winner Take All), regia di Paul Bogart – film TV (1975)
- Ancora una volta con amore (Who'll Save Our Children?), regia di George Schaefer – film TV (1978)
- Un grido di aiuto (A Last Cry for Help), regia di Hal Sitowitz – film TV (1979)
- Love Boat (The Love Boat) – serie TV, 2 episodi (1983)
- Hotel – serie TV, 2 episodi (1983-1987)
- La signora in giallo (Murder, She Wrote) – serie TV, episodi 4x22-6x20 (1988-1990)
- La legge di Burke (Burke's Law) – serie TV, 2 episodi (1994-1995)
- Amici a quattro zampe (Dog's Best Friend), regia di Allan A. Goldstein – film TV (1997)
- Melrose Place – serie TV, episodio 7x09 (1998)
- Sabrina, vita da strega (Sabrina, the Teenage Witch) – serie TV, 1 episodio (1999)
- Law & Order - Unità vittime speciali (Law & Order: Special Victims Unit) – serie TV, 1 episodio (2003)
- I giorni della nostra vita (Days of Our Lives) – serie TV, 6 episodi (2008)
- The Cleaner – serie TV, 1 episodio (2009)
- Aiutami Hope! (Raising Hope) – serie TV, 3 episodi (2011-2014)
- Victorious – serie TV, episodio 3x05 (2012)

## Riconoscimenti

### Hollywood Walk of Fame
- Stella per il suo contributo all'industria cinematografica, (1986)

### Premio Oscar
Vinti:
- Miglior attrice non protagonista, per Il figlio di Giuda (1961)

### Golden Globe
Nomination:
- Miglior attrice non protagonista, per Il figlio di Giuda (1961)
- Miglior attrice protagonista, per Capobanda (1962)
- Miglior attrice protagonista in una serie comica, per La famiglia Partridge (1971)
- Miglior attrice protagonista in una serie comica, per La famiglia Partridge (1972)

### Emmy Awards
Nomination:
- Miglior attrice protagonista in una mini-serie o film, per Silent Night, Lonely Night (1970)
- Miglior attrice non protagonista in una mini-serie o film, per La vera eredità (2006)

### Screen Actors Guild Awards
Nomination:
- Miglior attrice in una mini-serie o film, per La vera eredità (2006)

## Doppiatrici italiane
- Fiorella Betti in Oklahoma!, Il sole nel cuore, Una fidanzata per papà, Le astuzie della vedova
- Maria Pia Di Meo in Carousel, Il figlio di Giuda, Pepe, Cavalcarono insieme
- Lorenza Biella in La famiglia Partridge, Cocco di nonna
- Rita Savagnone in Gangster amore e... una Ferrari
- Alba Cardilli in L'inferno sommerso
- Angiola Baggi in La signora in giallo (ep. 4x22)
- Aurora Cancian in La signora in giallo (ep. 6x20)
- Anna Rita Pasanisi in Shriek - Hai impegni per venerdì 17?
- Annamaria Mantovani in Monarch Cove